# Lanyang (köpinghuvudort i Kina, Hainan Sheng, lat 19,46, long 109,66)
Lanyang är en köpinghuvudort i Kina. Den ligger i provinsen Hainan, i den södra delen av landet, omkring 96 kilometer sydväst om provinshuvudstaden Haikou. Antalet invånare är 15 456. Befolkningen består av 7 185 kvinnor och 8 271 män. Barn under 15 år utgör 24,0 %, vuxna 15-64 år 67 %, och äldre över 65 år 7,0 %.
Runt Lanyang är det ganska tätbefolkat, med 199 invånare per kvadratkilometer. Närmaste större samhälle är Nanfeng, 12,9 km väster om Lanyang. I omgivningarna runt Lanyang växer huvudsakligen savannskog.
Genomsnittlig årsnederbörd är 2 654 millimeter. Den regnigaste månaden är juli, med i genomsnitt 428 mm nederbörd, och den torraste är januari, med 21 mm nederbörd.